# ヴィラウッド移民収容センター
ヴィラウッド移民収容センター（Villawood Immigration Detention Centre, Villawood IDC） は、シドニー郊外ヴィラウッドに位置する移民収容施設。主に期間外滞在者、査証違反者、国際空港で入国不許可とされた人の滞在施設。

## 略史
- 1976年：移住者の公的な許可を得る手続き期間に使用する一時的住居として、Villawood Migrant Hostelが開所。
- 2001年：亡命者40名が逃亡。1ヶ月後に6歳のイラン人 Shayan Bedraieが、発話、食事を禁じられ、定期的に点滴と水分補給を医療所で受けていたことを、テレビ・ドキュメンタリー番組Four Cornersで証言。Shayanと彼の家族はウーメラ移住受付処理センターに11ヶ月収容された後に、ヴィラウッド移民収容センターに6ヶ月収容されていた。
- 2008年1月：オーストラリア人権委員会（Human Rights and Equal Opportunity Commission, HREOC）はヴィラウッド移民収容センターについて、施設は荒れ果てていて厳しく住み難い環境であり、国内で最も刑務所に近い移民収容センターと描写[3]。
- 2010年後半：29歳のイギリス人を含む収容者の自殺が複数発生[4]。

## 参照
1. ↑  “Contact Details for the Villawood Immigration Detention Centre”.   Department of Immigration and Citizenship. 2008年9月5日閲覧。
2. ↑  "mainly accommodate over-stayers, people in breach of their visa conditions, or people refused entry at Australia's international airports", オーストラリア移民市民権省
3. ↑  “Villawood targeted as worst in country”.  The Sydney Morning Herald (2008年1月10日). 2008年1月10日閲覧。
4. ↑  "UK man commits suicide in Australian detention centre", Australian Times, Dec 9, 2010. http://www.australiantimes.co.uk/news/UK-man-commits-suicide-in-Australian-detention-centre